# Kongos
Kongos es una banda sudafricana de rock alternativo formada por cuatro hermanos: Johnny, Jesse, Dylan y Daniel. Pasaron su infancia en Londres, Inglaterra y en su natal Sudáfrica. Compusieron, grabaron y mezclaron su álbum debut en Phoenix, Arizona en los Estados Unidos. Los cuatro hombres son hijos de John Kongos. Son de origen griego y asistieron a la escuela Saheti en la provincia sudafricana de Gauteng. La película Holy Motors utilizó la canción «Come with Me Now» en su tráiler oficial.

## Historia

### 2011-presente:Lunatic
El álbum debut de la banda, Lunatic, fue lanzado en 2011. El primer sencillo de Kongos «I'm Only Joking», perteneciente al álbum Lunatic alcanzó varias listas de los charts en Sudáfrica, incluidas las tres posiciones de Tuks FM y estuvo un largo tiempo en emisión en 5FM y en muchas otras estaciones de radio en Sudáfrica. el video musical de la canción debutó en TV 5 en SABC 3 y estuvo en rotación también en MKTV. Su segundo sencillo «Come with Me Now» ha estado en rotación en ambos: 5FM y Tuks FM. La canción apareció en el 5FM Top 40 y el Tuks FM de la posición Top 30.
A finales de octubre de 2013, el álbum debut de la banda, Lunatic, fue lanzado en Estados Unidos. En 2014 «I'm Only Joking» y «Come with Me Now» comenzaron a recibir una importante rotación en los Estados Unidos, ganando impulso en Airplay en la radio y fueron presentados en algunos anuncios de televisión. Como resultado, la banda firmó por el sello Epic Records a finales de enero de 2014 relanzando Lunatic. «Come with Me Now» ha vendido más de 70.000 copias desde marzo de 2014.
En junio de 2016 lanzaron su tercer álbum de estudio titulado Egomaniac del que se desprende el sencillo «Take It from Me».

## Miembros
- Dylan Kongos – bajo eléctrico, voces.
- Daniel Kongos – guitarra, voces.
- Jesse Kongos – batería y percusión, voces.
- Johnny Kongos – acordeón, teclados, voces.

## Discografía

### Álbumes de estudio
- Kongos (2007)
- Lunatic (2014)[6]
- Egomaniac (2016)

### Sencillos
- «I'm Only Joking» (2011)
- «Come with Me Now» (2011, 2014)
- «I Want to Know» (2012)
- «Escape» (2012)
- «Sex on the Radio» (2012)
- «Take It from Me» (2016)